# 嘘から始まる恋
『嘘から始まる恋』（うそからはじまるこい）は、2021年6月27日の23時00分 - 23時55分に日本テレビ系列で放送されたスペシャルドラマ。主演は本田翼。
2021年1月に放送されたスペシャルドラマ『アプリで恋する20の条件』に続く、本田主演、新城毅彦監督のタッグによるラブコメディー。
ちょっと訳ありな「嘘」を抱えた4人の男女が織りなす恋愛模様が描かれる。
地上波での本放送終了後、本編では描かれきれなかった「隠された嘘」や「恋のその後」を描く『嘘から始まる恋 嘘つき達のホンネ編』（うそからはじまるこい うそつきたちのホンネへん）がHuluにて独占配信された。

## キャスト

### 主要人物
葛西莉子（かさい りこ）〈27〉
演 - 本田翼
青森出身。10年交際した婚約者・正史に嘘をつかれ二股をかけられフラれてしまい、嘘をつかれることがトラウマになる。正史を見返すハイスペックな新しい彼氏を探すため上京する。
鴨下淳之介（かもした じゅんのすけ）〈30〉
演 - 町田啓太
大手商社勤務。自称「都会の男」。イケメンであるが上から目線で口が悪い。ナルシシスト。実は秋田出身。商社を退職しシンガポールで起業する予定。
篠原友里（しのはら ゆり）〈22〉
演 - 山本舞香
東京に住む莉子の従妹。自称カリスマショップ店員。上京した莉子に頼み込まれ、彼女を部屋に住まわせる。
晴彦を淳之介の商社の後輩と早合点し、彼のナンパに誘われ一夜を共にする。実は販売実績の乏しいショップ店員で、店長からクビを言い渡される。
泉晴彦（いずみ はるひこ）〈26〉
演 - 神尾楓珠
鴨下の後輩。カフェでアルバイトをするフリーター。ナンパ上手なイケメン。人当たりのいい性格。実は法学部卒で弁護士資格を持っていた。

### その他
正史（ただし）
演 - 岩岡徹
莉子の元婚約者。10年付き合った莉子に嘘をつき仙台の女性と二股をかけており、婚約を破棄する。
しかし、仙台の女性に嘘をつかれていたことから交際を解消し、莉子に寄りを戻し青森に帰ろうと連絡してくる。
田所（たどころ）
演 - 袴田吉彦
晴彦の知り合いの会社社長。オンラインで人狼ゲームをするコンパを呼びかける。

## スタッフ
- 脚本 - 杉原憲明、松田沙也
- 監督 - 新城毅彦
- チーフプロデューサー - 池田健司
- プロデュース - 植野浩之、畠山直人、岩崎広樹、森田美桜（AOI Pro.）
- 主題歌 - Da-iCE「Lights」（avex trax）[3]
- 製作協力 - AOI Pro.
- 製作著作 - 日本テレビ

## 関連作品
- アプリで恋する20の条件 - 2021年1月10日に日本テレビ系列で放送されたスペシャルドラマ。本作と同じく本田主演、新城毅彦監督のタッグによるラブコメディー。